# Ходос, Пётр Михайлович
Пётр Михайлович Ходос (1928—1989) — советский хозяйственный, государственный и политический деятель.

## Биография
Родился в 1928 году. Член КПСС с 1948 года.
С 1942 года — на хозяйственной, общественной и политической работе. В 1942—1986 гг. — столяр, инспектор районной сберкассы, главный зоотехник, секретарь райкома партии, директор МТС, председатель районного исполкома, первый секретарь райкома партии, заведующий сельскохозяйственым отделом ЦК КП Киргизской ССР, второй секретарь Ошского обкома КП Киргизской ССР, первый заместитель председателя Совета Министров Киргизской ССР, и.о председателя в 1980—1981 гг.
Избирался депутатом Верховного Совета СССР 9-го созыва. Делегат XXV, XXVI, XXVII съездов КПСС.